# 줄리 델피
줄리 델피(프랑스어: Julie Delpy 쥘리 델피[*], 1969년 12월 21일 ~ )는 프랑스와 미국의 배우, 영화 감독, 영화 각본가, 싱어송라이터이다.

## 작품 목록

### 영화감독
- Blah Blah Blah (1995, 단편)
- Looking for Jimmy (2002, 단편)
- J'ai peur, j'ai mal, je meurs (2004, 단편)
- 뉴욕에서 온 남자, 파리에서 온 여자 (2007)
- 카운테스 (2009)
- 스카이랩 (2011)
- 2 데이즈 인 뉴욕 (2012)
- 롤로 (2015)

### 배우
- 유로파 유로파 (1990)
- 사랑과 슬픔의 여로 (1991)
- 세 가지 색: 블루 (1993)
- 비포 선라이즈 (1995)
- 파리의 늑대인간 (1997)
- 비포 선셋 (2004)
- 비포 미드나잇 (2013)
- 더 레슨 (2023) - 헬렌 싱클레어 역